# Beirut (sándwich)
El Beirut es un tipo de sándwich elaborado con pan de pita. Es muy habitual en la cocina líbano-siria que se prepara en algunos locales de comida rápida de Brasil debido a la presencia de inmigrantes libaneses, concretamente en São Paulo. La popularidad de este sándwich brasileño se ha extendido por todo el país, acompañando platos de comida rápida como hamburguesas.

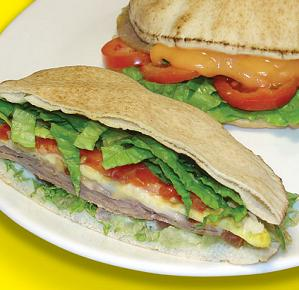
Sándwich Beirut mostrando su interior.

## Características
Se suele preparar con un contenido vegetal en su interior, acompañado de salsas diversas y un apartado cárnico que por regla general es rosbif. En algunos lugares de Brasil suele prepararse como un sándwich de queso caliente (denominado Misto-quente) o empleando tomates como en el caso del popular Bauru. Dependiendo de la zona se añaden otros ingredientes como huevo frito.

## Historia
El Beirut fue creado en São Paulo en la década de 1950 por el inmigrante libanés Fares Sader, quien nombró su creación en honor de la capital de su país. Originalmente, el sándwich contaba con pan pita, mozzarrella, rosbif, tomate y una mezcla de especias típica de Medio Oriente denominada zataar.